# Пивной бум
«Пивной бум» (англ. Beerfest) — кинокомедия, в которой центральной темой является пиво. Фильм был создан комедийной группой Broken Lizard в 2006.

## Сюжет
Фильм начинается с того, что колорадские братья Джен и Тодд Вульфхаус присутствуют на похоронах своего деда Йоханна фон Вульфхаусена, иммигранта из Германии, основатель семейного колбасного ресторана и таверны под названием «Шнитсэнгиггл». Они узнают от своей прабабушки, что семейная традиция требует от них полететь в Мюнхен, чтобы вернуть пепел деда в родной город. Джен и Тодд с радостью принимают эту обязанность, так как в это время происходит Октоберфест.
Прабабушка (которую они называют «Гам Гам») объясняет им, что мистер Шнидельвихсен встретит их на празднике и отведёт их туда, где будет лежать пепел деда. Прибыв в Мюнхен, братья ненароком разваливают одну из палаток Октоберфеста, после того как начали драку с австралийскими моряками.
Мистер Шнидельвихсен отводит их на «Пивфест», подпольное соревнование по питью пива, которое ведёт барон Вольфганг фон Вульфхаусен. По прибытии братья видят, как немецкая национальная команда побеждает ирландскую команду и узнают, что члены немецкой команды являются их родственниками. Немцы объясняют, что дед Джена и Тодда украл рецепт пива перед тем, как бежать в Америку. Они требуют рецепт обратно и утверждают, что их прабабушка была немецкой проституткой. Джен и Тодд вызывают своих родственников на пивное соревнование, но быстро проигрывают. По возвращении домой они клянутся отомстить немцам, которые высыпали пепел деда прямо на братьев.
Чтобы победить немцев, Джен и Тодд собирают команду своих друзей из университета, чтобы создать американскую команду. Первым они берут Фила «Насыпь» Крандла, толстого бывшего работника пивоварни, который любит пиво (поэтому его и уволили). Затем они предлагают Чарли «Финку» Финклштейну, профессору биохимии, поквитаться с немцами за Холокост (Финк — еврей). Третий рекрут — Барри Бадринат, который лучше всех играет в пивные игры. Они узнают, что Барри работает как жиголо. Тодд не желает Барри в команде, так как в университете он переспал с теперешней женой Тодда. Команда собирается тренироваться в питье и игрании целый год до следующего соревнования, а Чарли пытается разгадать тайну питья «сапога» (нем. das boot), огромного стакана в форме сапога.
Во время тренировки американцы узнают, что их дед не крал рецепта пива. Его отец спрятал рецепт в кукле, которую он подарил своему молодому сыну. Йоханн должен был стать его наместником в семейной пивоварне в Баварии, так как он был его первенцем (несмотря на то, что Йоханн незаконнорожденный). Команда варит пиво «Шнитсэнгиггл» по рецепту, которое оказывается самым лучшим пивом в мире. Немцам они посылают бутылку пива, чтобы их раздразнить. Немцы приплывают в Америку на подлодке и предлагают братьям продать рецепт. Братья отказываются, но немцы до этого заслали к ним шпионку по имени Черри, которая притворяется медсестрой их прабабушки. Она крадёт диск с рецептом и убивает Насыпь, сбросив его в огромный чан бродящего пива (он пытается выпить пиво, но погибает либо от отравления алкоголем, либо от недостатка воздуха). После похорон Насыпи команда решает отказаться от затеи. Но тут появляется брат-близнец Насыпи по имени Гил. Он просит занять место брата в команде и оказывается лучше Фила во всём. Он даже просит, чтобы его называли Насыпью в честь брата (позже он даже занимается сексом с вдовой брата, которая прячет фотографии мужа, заменяя их фотографиями Гила).
Команда путешествует в Германию на соревнования. Они проигрывают немцам в финале из-за вмешательства Черри, но Джен, не зная, что она украла рецепт, предлагает немцам сделку. Он уговаривает их согласиться на матч-реванш; если американцы опять проиграют, то немцы получат рецепт; если американцы выиграют, то получат семейную пивоварню. Немцы говорят, что рецепт уже у них, но Финк раскрывает, что на диске совсем не тот рецепт, после чего Вольфганг казнит Черри. Используя открытие Финка о «сапоге», американцы выигрывают соревнования и получают пивоварню (Вольфганг даже кивает им как достойным победителям).
Отмечая победу в Амстердаме, команда натыкается на Вилли Нельсона, который предлагает им поучаствовать в соревновании по курению марихуаны, так как его команда, Чич и Чонг, отказались участвовать. Команда с радостью соглашается.

## В ролях
| Актёр                | Роль                            |
| -------------------- | ------------------------------- |
| Пол Сотер            | Джен Вульфхаус                  |
| Эрик Столхански      | Тодд Вульфхаус                  |
| Джей Чандрасекхар    | Барри Бадринат                  |
| Кевин Хеффернан      | Фил / Гил «Насыпь» Крандл       |
| Стив Лемм            | Чарли «Финк» Финклштейн         |
| Юрген Прохнов        | барон Вольфганг фон Вульфхаусен |
| Уилл Форте           | Отто                            |
| Эрик Кристиан Олсен  | Гюнтер                          |
| Ральф Мёллер         | Хаммахер                        |
| Гунтер Шлиркамп      | Шлеммер                         |
| Нат Факсон           | Рольф                           |
| Мо'Ник               | Черри                           |
| Дональд Сазерленд    | Йоханн фон Вульфхаусен          |
| Клорис Личман        | «Гам Гам»                       |
| Бланчард Райан       | Криста Крандл                   |
| Филипп Бреннинкмейер | герр Рефери                     |
| Кандас Смит          | Наоми                           |
| Вилли Нельсон        | в роли самого себя              |
| Джеймс Родэй         | немецкий посланник              |
| Джон Шумски          | другой немецкий посланник       |